# Valerianella glomerata
Valerianella glomerata är en kaprifolväxtart som beskrevs av Pierre Edmond Boissier och Bal. Valerianella glomerata ingår i släktet klynnen, och familjen kaprifolväxter. Inga underarter finns listade i Catalogue of Life.